# Cá cóc gờ sọ mảnh
Cá cóc gờ sọ mảnh, tên khoa học Tylototriton anguliceps, là một loài kỳ giông thuộc họ Salamandridae. Loài này được phát hiện ở Điện Biên, Sơn La (Việt Nam); Chiang Rai (Thái Lan) và có thể phân bố ở Miền Nam Cộng hòa Nhân dân Trung Hoa, tây Myanmar, bắc Lào.

## Mô tả
Cá cóc gờ sọ mảnh có hình thái tương đối giống các loài cá cóc T. yangi, T. pulchernnima, T. verucosus, T. uyenoi và T. shanjing. Chúng có chiều dài cơ thể từ 61 đến 63 mm ở con đực, 65–74 mm ở con cái. Chúng có nốt sần lớn dọc hai bên gờ lưng, da nhám với các nốt sần nhỏ. Chân của loài dài và nhỏ, đuôi mỏng. Phần đầu, các chi, gờ sống lưng, các mụn lớn ở dọc gờ lưng bên và phần đuôi của chúng có màu da cam; mặt bụng màu nâu hoặc đen nâu; các phần còn lại của cơ thể có màu đen thẫm.